# Coffee City (Teksas)
Coffee City je gradić u američkoj saveznoj državi Teksas. Prema popisu stanovništva iz 2010. u njemu je živjelo 278 stanovnika.